# جولو بك
مير چولو بك بن بداغ بك بن ميرخان بك هو أمير شيخان وجميع اليزيديين.
جاء في كتاب "زبدة الآثار الجلیة في الحوادث الأرضیة" وكتاب "الدر المكنون في المآثر الماضية من القرون" وكتاب "غرائب الأثر في حوادث ربع القرن الثالث عشر" وهي لياسين بن خير الله الخطيب العمري ما يلي:
"وفي 1204 هـ، التقت فرقة من طي وأميرها محمد بن حسن مع فرقة من أمراء الشيخان اليزيدية في بعض قرى الموصل ووقع بينهم القتال وقتل من أمراء اليزيدية أحد عشر أميراً وهرب من سلم وسلكت على خيولهم وأسلابهم ولم يقتل أحد من طي فركب أمير الشيخان چولو بك من يداغ بك بعساكره ولحق طيا يقاتلهم فلم يظفر بهم وجعل يرصدهم وكل من وجدوه قتلوه وكانوا قد ساروا الى قرية باعذرة فتجرد اثنان منهم وسارا ليلا واخذا الجمال وعادا إلى حيهم وأقام يطوف قرى الموصل الى الزاب فذكروا له أن في قرية برطلة ثلاثة فوارس من طي وكانوا من الشهوان فدخل إلى برطلة وقبض على اثنين وقتلهم صبرا واختفى الثالث ونهب بعض بيوت القرية وقبض على اثنين من أهل الموصل أصحاب القرية وهما من أولاد همنا وهم الخبيث بقتلهما فعرفتهما من عساكره من اليزيدية، ثم رحل اللعين من القرية".
و في 1205 هـ، نزل أمير العمادية إسماعيل باشا من قلعة العمادية وطاف في مملكته وتوجه إلى بعض قرى الشيخان واستدعى أمير الشيخان جولو بك بعد أن نزل في قصر نمر أغا فقدم باثني عشر رجلا من أبناء عمه. فلما دخل عليه في القصر ضربوه بالرصاص وقتلوه وأخاه، وهرب من سلم ونصب أميراً على الشيخان رجلا منهم اسمه خنجر بك وعاد الى العمادية.
وهكذا قتل جولو بك رميا بالرصاص مع أخيه ومجموعة معه على يد رجال والي العمادية أسماعيل باشا في سنة 1204 هـ الموافقة لسنة 1790 م، وعين مير خنجر بك خلفا له، لاحقا خلع أسماعيل باشا خنجر بك وأخذ منه عشرة آلاف قرش وأقام مقامه حسن بن جولو بك.